# Городище (Лебединський район)
Городище — ландшафтний заказник місцевого значення. Об'єкт розташований на території Лебединського району Сумської області, на території Кам'янської сільської ради.
Площа — 64,3 га, статус отриманий у 2018 році.
Територія складається з плакорних ділянок, вкритих широколистяним лісом, що перемежовуються з безлісими лучними ділянками та схилу правого коріного берега р. Псел. Окрім ландшафту, значну природну цінність, тут також становлять дерева дуба звичайного віком від 200 до 400 років, у кількості близько 20 дерев. Види тварин, занесені до Червоної книги України: жук-олень, бджола-тесляр, мурашка руда лісова-включена до списків Міжнародного союзу охорони природи. Ряст Маршалла — вид рослин, що підлягає особливій охороні на території Сумської області.